# Kościół Najświętszej Maryi Panny Królowej Aniołów w Brzeźnicy Bychawskiej
Kościół Najświętszej Maryi Panny Królowej Aniołów w Brzeźnicy Bychawskiej – rzymskokatolicki kościół parafialny zlokalizowany w Brzeźnicy Bychawskiej w województwie lubelskim.

## Historia

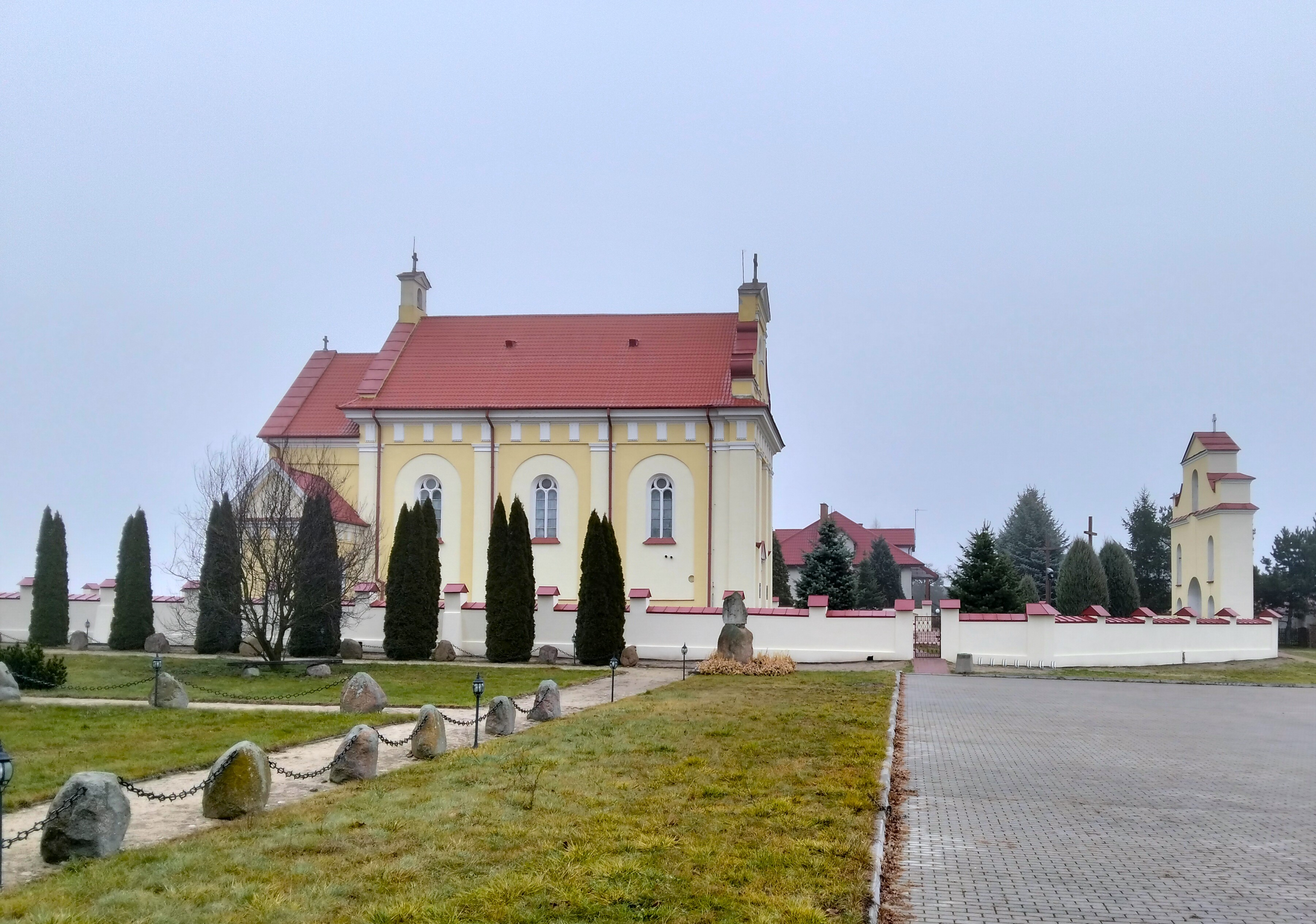
Elewacja boczna

Wieś w 1442 przeszła z parafii św. Stanisława w Czemiernikach do nowopowstałej parafii Ostrów Podlaski (dziś: Lubelski). 21 października 1786 Marianna ze Skrzynieckich Grabowska zapisała swojemu małżonkowi, Franciszkowi Grabowskiemu, dożywocie na swoim majątku pod warunkiem wybudowania kościoła i opłacania utrzymania księdza. Grabowski, zgodnie z sentencją testamentu, rozpoczął w 1805 budowę brzeźnickiej świątyni, którą przerwano po dojściu do wysokości okien. Niedokończony obiekt niszczał w wieku XIX, ponieważ następni właściciele wsi nie posiadali dostatecznej liczby funduszy na kontynuację robót. Doszło nawet do prób rozbiórki istniejących murów, które, według władz carskich, stanowiły zagrożenie. Podczas prac rozbiórkowych miał ponieść śmierć jeden z robotników.
W 1905 wznowiono budowę w oparciu o zachowane elementy murów. Prezesem komitetu budowy został właściciel majątku w Berejowie, Mikołaj Ginez (budowę nadzorował ksiądz Edward Pianko, wikariusz z Ostrowa Lubelskiego). Świątynię otwarto 14 lutego 1907. Parafię erygował biskup Henryk Preździecki 10 sierpnia 1919. Pierwszym proboszczem był Franciszek Sejdziński. Kościół konsekrował biskup Marian Fulman 21 września 1930.
Świątynia została wpisana do gminnej ewidencji zabytków gminy Niedźwiada.

## Architektura
Eklektyczny obiekt jest jednonawowy i ma trzy ołtarze. Główny jest murowany i zawiera m.in. figurę Matki Bożej Anielskiej (1912). Prawy, neobarokowy ołtarz boczny z elementami XVIII-wiecznymi, jest poświęcony św. Franciszkowi i pochodzi z pierwszej połowy XX wieku. W retabulum wisi obraz św. Franciszka namalowany przez Franciszka Jendrzejczyka. Ołtarz lewy ma za patronkę Matkę Bożą Częstochowską i pochodzi z drugiej połowy XX wieku. Ośmiogłosowe organy wykonano w 1913. W tym samym roku wzniesiono dzwonnicę parawanową z bramą wejściową na teren kościelny. Wiszą w niej trzy dzwony z drugiej połowy XX wieku ("Jan" z 1952, "Maria" z 1965 i "Józef" z 1965). W 2000 w elewacji wejściowej ustawiono rzeźby kardynała Stefana Wyszyńskiego i papieża Jana Pawła II. Przed tym rokiem wyposażenie poddano renowacji. W 2005 zainstalowano dwa witraże.

## Galeria

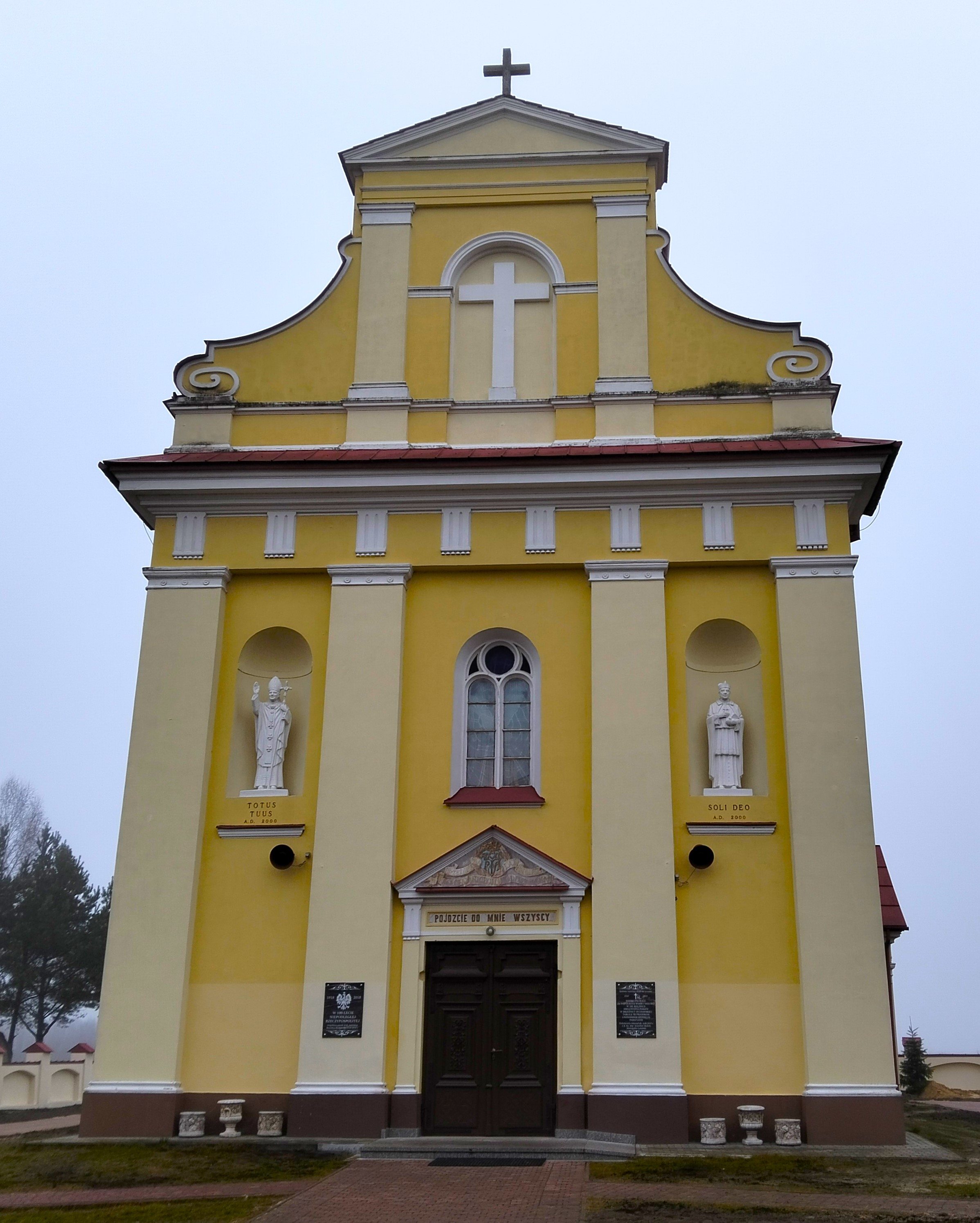
Elewacja wejściowa
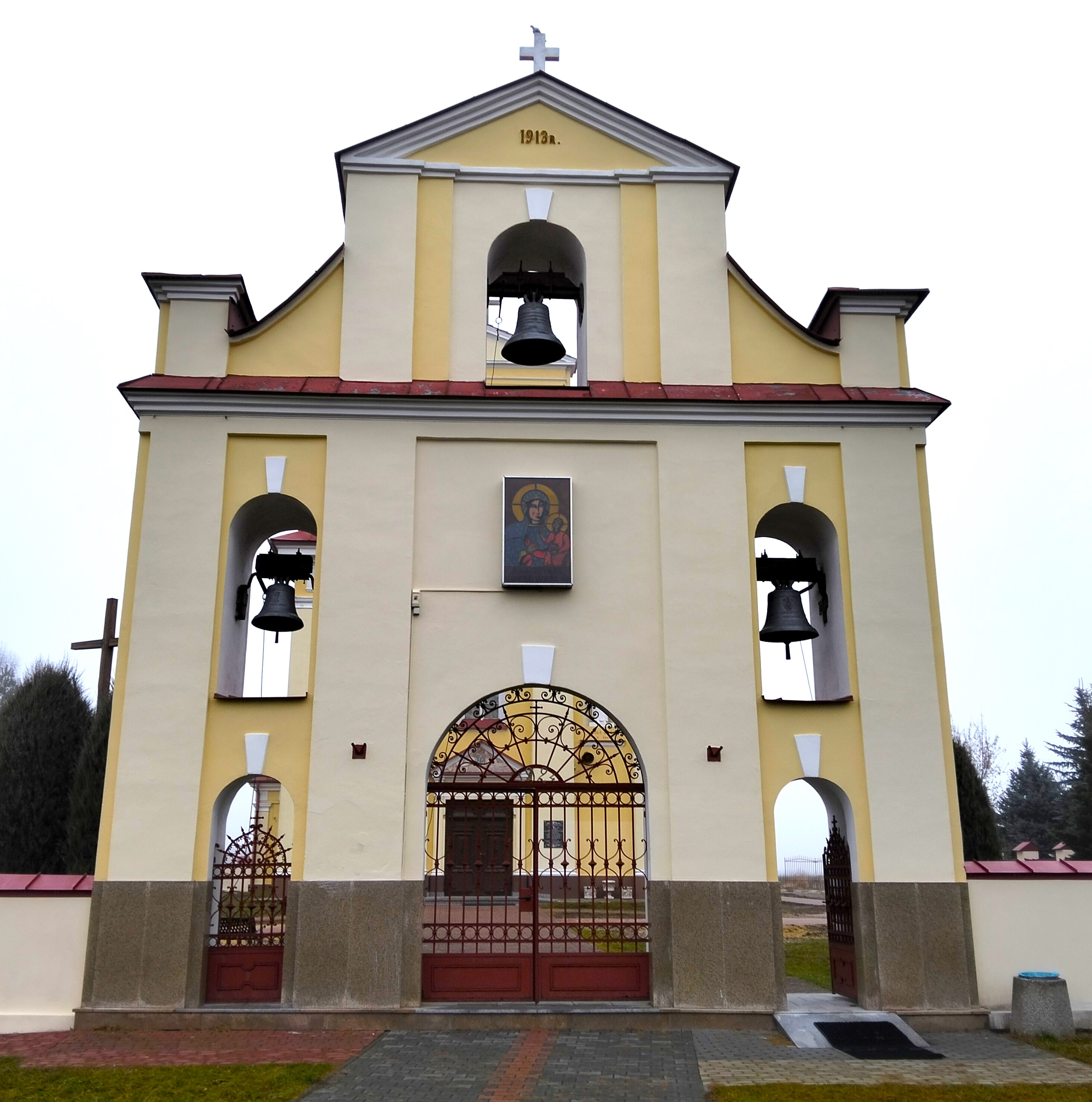
Dzwonnica parawanowa
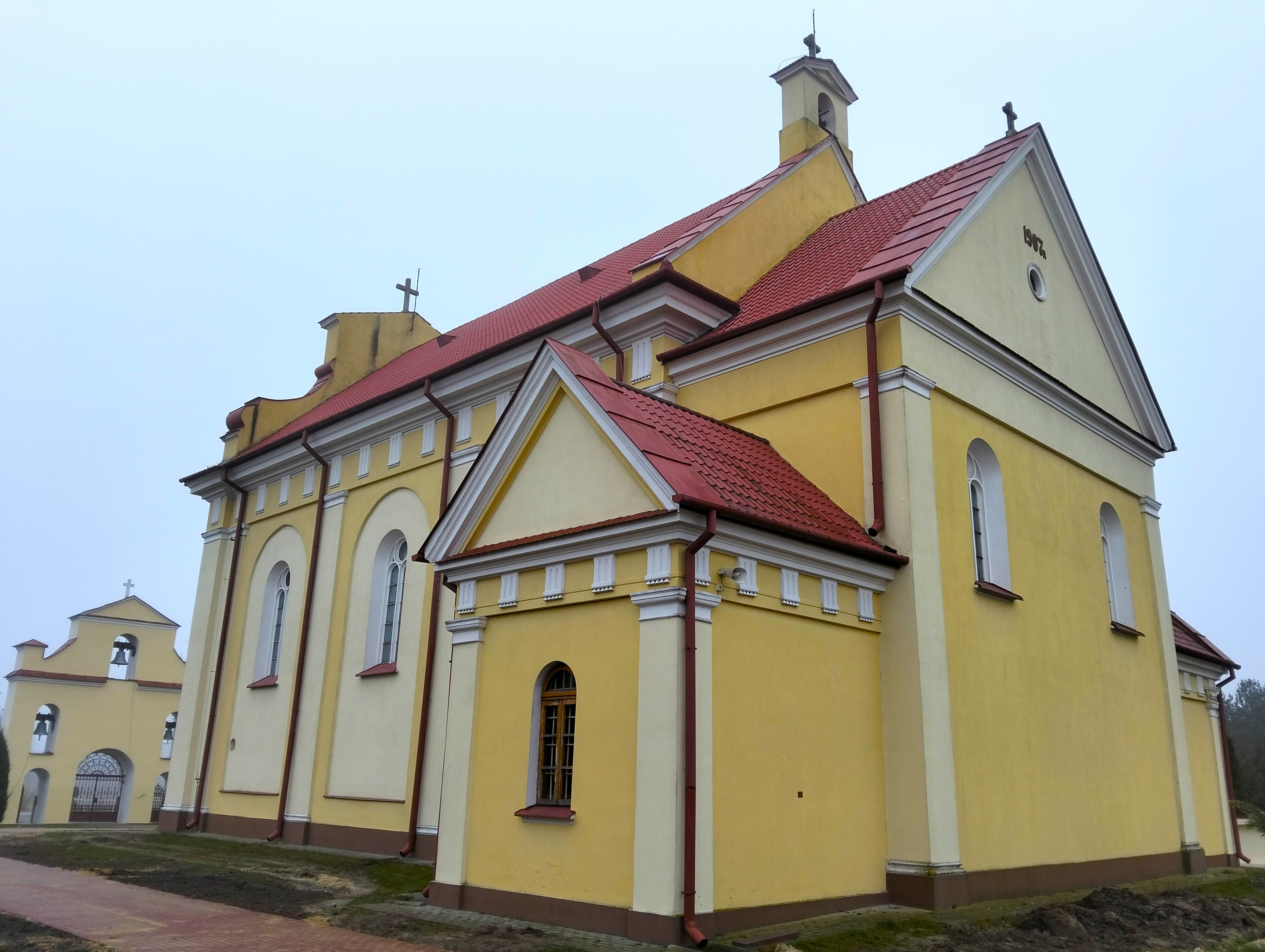
Widok od prezbiterium

## Muzeum parafialne

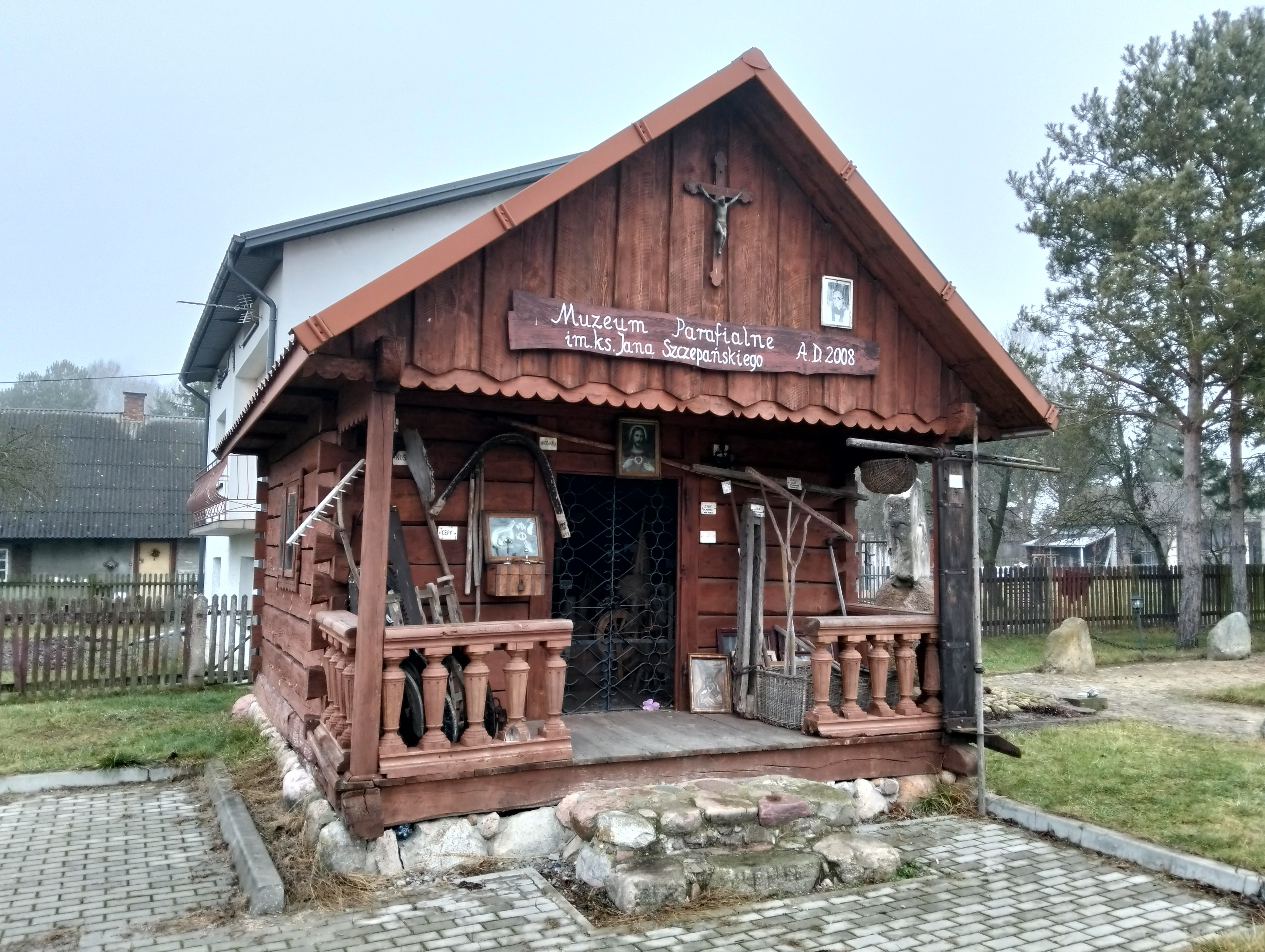
Budynek muzeum

Zlokalizowane na otwartej przestrzeni, przy kościele, etnograficzne Muzeum Parafialne im. ks. Jana Szczepańskiego powstało z inicjatywy proboszcza i dziekana dekanatu czemiernickiego, Władysława Poździka. Na miejsce sprowadzono spichlerz z  Babianki i po remoncie umieszczono w nim przedmioty świeckie i religijne użytkowane przez ludność regionu lubartowskiego. Przed drzwiami wejściowymi i w osobnej wiacie zgromadzono ręczne narzędzia rolnicze (m.in. kosy, sierpy i części uprzęży). Powieszono obrazy o treści religijnej. Przedmioty pochodzą od lokalnych parafian. 
Przy muzeum zlokalizowano dróżki różańcowe.